# Alocația de stat pentru copii
Alocația de stat pentru copii este o sumă de bani care este distribuită părinților sau tutorilor copiilor, adolescenților și, în unele cazuri, adulților tineri de către stat. O serie de țări diferite operează diferite versiuni ale programului. În majoritatea țărilor suma de bani plătită pentru copii, depinde de obicei, de numărul de copii din familie.

## Franța
În Franța statul plătește 131,16 euro la al doilea copil, 299,20 euro pentru al treilea copil și pentru fiecare copil în plus plătește 168,04 euro per copil.

## Germania
Statul german plătește 219 euro pe lună pentru primul născut și alți 219 de euro pentru al doilea născut, plătește 225 euro pentru al treilea născut și 250 euro pentru al patrulea născut. Statul german nu ține cont de veniturile familiei în acordarea alocației.

## România
În România alocația de stat pentru copii are caracter universal, fiind o sumă de bani acordată tuturor copiilor în vârstă de până la 18 ani care au reședința legală în România, precum și tinerilor care au împlinit vârsta de 18 ani, care urmează cursurile învățământului liceal sau profesional, organizate în condițiile legii, până la terminarea acestora.
| An                                                                                             | ianuarie 2000 - noiembrie 2000 | decembrie 2000     | 2001               | ianuarie 2002 - iunie 2002 | iulie 2002 - decembrie 2002 | 2003               | 2004               | 2005           | 2006   | 2007    | ianuarie 2008 - februarie 2008 | martie 2008 - decembrie 2008 | 2009            | 2010            | 2011       | 2012*      | 2013*       | 2014*      |
| Cuantumul alocației pentru copiii în vârstă de până la 2 ani                                   | ??                             | ??                 | ??                 | ??                         | ??                          | ??                 | 210.000ROL         | 24 RON         | 24 RON | 200 RON | 200 RON                        | 200 RON                      | 200 RON         | 200 RON         | 200        | 200        | 200         | 200        |
| Cuantumul alocației pentru copiii cu vârsta cuprinsă între 3 și 18 ani, care nu au un handicap | 65 000 ROL (3 EUR)             | 130.000ROL (5 EUR) | 130.000ROL (6 EUR) | 150.000ROL (5 EUR)         | 180.000ROL (6 EUR)          | 210.000ROL (6 EUR) | 210.000ROL (5 EUR) | 24 RON (7 EUR) | 24 RON | 25 RON  | 32 RON                         | 40 RON                       | 42 RON (10 EUR) | 42 RON (10 EUR) | 42 (9 EUR) | 42 (9 EUR) | 42 (10 EUR) | 42 (9 EUR) |
| Cuantumul alocației pentru copiii cu vârsta cuprinsă între 3 și 18 ani, care au un handicap    | ??                             | ??                 | ??                 | ??                         | ??                          | ??                 | 420 000 ROL        | 48 RON         | 48 RON | 50 RON  | 64 RON                         | 80 RON                       | 84 RON          | 84 RON          | 84         | 84         | 84          | 84         |
| *                                                                                              |                                |                    |                    |                            |                             |                    |                    |                |        |         |                                |                              |                 |                 |            |            |             |            |

| An                                                                                             | ianuarie 2015 - iunie 2015 | iulie 2015 - decembrie 2015 | 2016    | 2017    | 2018    | ianuarie 2019 - martie 2019 | aprilie 2019 - decembrie 2019 | ianuarie 2020 - august 2020 | septembrie 2020 - ianuarie 2021 | februarie 2021 - iunie 2021 | iulie 2021 - decembrie 2021 | ianuarie 2022 - iunie 2022 | iulie 2022 - |
| Cuantumul alocației pentru copiii în vârstă de până la 2 ani                                   | 200 RON                    | 200 RON                     | 200 RON | 200 RON | 200 RON | 200 RON                     | 300 RON                       | 311 RON                     | 369 RON                         | 427 RON                     | 485 RON                     | 543 RON                    | 600 RON      |
| Cuantumul alocației pentru copiii cu vârsta cuprinsă între 3 și 18 ani, care nu au un handicap | 42 RON                     | 84 RON                      | 84 RON  | 84 RON  | 84 RON  | 84 RON                      | 150 RON                       | 156 RON                     | 185 RON                         | 214 RON                     | 214 RON                     | 214 RON                    | 243RON       |
| Cuantumul alocației pentru copiii cu vârsta cuprinsă între 3 și 18 ani, care au un handicap    | 84 RON                     | 200 RON                     | 200 RON | 200 RON | 200 RON | 200 RON                     | 300 RON                       | 311 RON                     | 369 RON                         | 427 RON                     | 485 RON                     | 543 RON                    | 600 RON      |
| *                                                                                              |                            |                             |         |         |         |                             |                               |                             |                                 |                             |                             |                            |              |

În anul 2010, alocația de stat s-a acordat pentru un număr mediu lunar de 3.892.407 copii.
În anul 2015, alocația de stat s-a acordat pentru un număr mediu lunar de 3.691.195 copii.
În anul 2016, alocația de stat s-a acordat pentru un număr mediu lunar de 3.662.793 copii.
În anul 2017, alocația de stat s-a acordat pentru un număr mediu lunar de 3.635.792 copii.
În anul 2018, alocația de stat s-a acordat pentru un număr mediu lunar de 3.610.503 copii.

## Polonia
În Polonia guvernul a lansat în februarie 2016 un program de subvenții numit „Rodzina 500 plus” adică „Familie 500+” și a fost aplicat începând de la jumătatea anului 2016. În forma inițială a programului, familiile cu cel puțin doi copii (indiferent de venit), și părinții al căror venit combinat lunar după plata taxelor este mai mic de 800 de zloți (184 de euro), sau familia are un copil cu handicap și venitul familiei este mai mic de 1200 de zloți (276 de euro) primeau lunar de la stat 500 de zloți per copil chiar de la nașterea primului copil. Începând cu luna iulie 2019 programul a devenit universal, familiile primind câte 500 de zloți lunar pentru fiecare copil.